# 거미여인의 사랑법
《거미여인의 사랑법 - 연애Ⅱ》는 KBS2에서 2005년 12월 17일에 방영한 드라마시티이다.

## 줄거리
생물학 강사 인남은‘사랑이란 감정은 호르몬의 장난일 뿐이다’라고 생각한다. 어느 날 지운이란 남자가 나타는데, 미국에 있는 언니가 집을 얻을 때까지만 인남의 집에 머물게 해 달라며 말한다. 자상한 모습의 지운에게 인남은 마음이 움직인다. 하지만 별안간 지운이 떠난다고 하자 인남은 지운을 하늘방에 가둬버린다.

## 등장 인물

### 주요 인물
- 이선균 : 지운 / 성태 역
- 오유진 : 인남 역 (아역 권수현)
- 김응수 : 오 형사 역

### 그 외 인물
- 백성향 : 성태의 첫사랑 역
- 장재용 : 전화남 역
- 이미경 : 인남의 언니 역
- 노현정 아나운서 (목소리 출연)
- 이후락 프로듀서 (목소리 출연)

## 같이 보기
- 연애